# Monika Maron
Monika Maron (Berlín, 3 de junio de 1941) es una escritora alemana.

## Biografía
Nació fuera del matrimonio: su madre, Helene Iglarz, considerada medio judía no podía casarse con el padre de su hija. En 1943, sus abuelos, Pawel y Josefa Iglarz regresaron a Polonia, donde Pawel fue ejecutado por un comando especial por sus orígenes judíos. 
En 1955, Helene Iglarz se casó con el alto funcionario del SED (Sozialistische Einheitspartei Deutschlands) Karl Maron, quien emigró a la URSS durante el Tercer Reich. Karl Maron ejerció una gran influencia en su hijastra, su papel en la vida política de la Alemania del Este hizo que Monika Maron rechazara el sistema de la RDA. De 1950 a 1955, Karl Maron fue inspector general de policía y de 1955 a 1963, ministro del interior de la RDA. A partir de 1954, fue también miembro del comité central del SED y, de 1958 a 1967, miembro de la Cámara del pueblo (Volkskammer). Ser hija de un personaje tan importante de la RDA hizo que se implicara en la vida política desde su juventud y en 1965, entró en el SED. Sin embargo, la evolución político-cultural de la RDA y el trato con su padrastro hicieron que cambiara su actitud con el partido y dejara el SED en 1978.
Tras su Abitur, dejó el domicilio familiar y trabajó de peluquera en Dresde, antes de comenzar sus estudios de Teatro e Historia en la Universidad Humboldt de Berlín.
En 1969, dio a luz a su hijo, Jonas Maron y poco después comenzó su carrera como periodista, por cuyos reportajes recibió varios premios.
En los años 1980, Monika Maron viajó frecuentemente al Oeste y obtuvo una visa de un año, que le permitió viajar por Francia, el Reino Unido y los Estados Unidos. 
Después de varias tentativas de publicar sus novelas, se instaló en Hamburgo en 1988 con su hijo y su marido el naturalista Wilhelm Tappe, y más tarde en Berlín en 1992.

## Obras literarias y periodísticas
Frustrada por la falta de crítica y de realidad, su comportamiento político se radicaliza durante su etapa como periodista, lo que hizo que dejara la profesión. 
Su padrastro, a quien consideraba enemigo personal, falleció en 1975 y su muerte hizo que se reorientara en muchos aspectos de su vida. Gracias a su herencia, renunció a un puesto en el Wochenpost y comenzó a vivir como escritora libre, lo que se consideraba « intelectual y políticamente ilegal», además el hecho de que una hija de un ministro se proclamara contra el estado hizo que la fichara la Stasi (Staatsicherheit), y que se prohibiera la publicación de sus novelas.

## Informes con la Stasi
De 1976 a 1978 trabajó como colaboradora no oficial de la Stasi (Staatsicherheit) como reveló el diario Frankfurter Allgemeine Zeitung en 1995. En junio de 1978, la Stasi decidió desvincularse de ella e ir valorando su conducta contra el régimen.

## Obra
- Flugasche, 1981
- Herr Aurich, 1982
- Das Mißverständnis , 1982
- Die Überläuferin , 1986
- Stille Zeile Sechs , 1991
- Nach Maßgabe meiner Begreifungskraft, 1993
- Animal triste, 1996
- Pawels Briefe, 1999
- Quer über die Gleise, 2000
- Endmoränen, 2002
- Wie ich ein Buch nicht schreiben kann und es trotzdem versuche, 2005
- Ach Glück, 2007
- Bitterfelder Bogen, 2009
- Zwei Brüder: Gedanken zur Einheit (1989 - 2009),  2010
- Zwischenspiel, 2013

## Premios
- 1990, Irmgard-Heilmann-Literaturpreis , de Hamburgo
- 1991, Brüder-Grimm-Preis
- 1992, Premio Kleist
- 1994, Solothurner Literaturpreis
- 1994, Roswitha-Gedenkmedaille de Bad Gandersheim
- 1995, 'Buchpreis des Deutschen Verbandes evangelischer Büchereien
- 2003, 'Friedrich-Hölderlin-Literaturpreis de Bad Homburg
- 2003, Carl-Zuckmayer-Medaille de Rheinland-Pfalz
- 2005, Stiftungsgastdozentur Poetik de la Universidad de Fráncfort.